# 사카우에촌 (이바라키현)
사카우에촌(坂上村)은 이바라키현 다가군에 일찍이 존재했던 촌이다. 현재의 히타치시 남부에 해당한다.

## 역사
- 1889년 4월 1일 - 정촌제 시행에 의해 아즈키촌, 모리야마촌, 오누마촌이 합병해 다가군 사카우치촌이 성립하였다.
- 1941년 2월 11일 - 다가정에 편입해 소멸하였다.

## 인구
| 1891년 | 1,775 |
| 1920년 | 2,772 |
| 1935년 | 3,196 |
| 1940년 | 3,546 |

## 교통

### 철도
중심역 : 히타치역
- 동일본 여객철도 조반선

### 도로
- 1급국도
  - 국도 제6호선

## 참고문헌
- 日立市史編さん委員会編『日立市史』、日立市、1959年
- 日立市史編さん委員会編『新修日立市史』、日立市、1994年
- 角川日本地名大辞典編纂委員会『角川日本地名大辞典 8 茨城県』、角川書店、1983年 ISBN 4040010809